# ويندي بروس
ويندي بروس (بالإنجليزية: Wendy Bruce)‏ هي لاعبة جمباز فني أمريكية، ولدت في 23 مارس 1973 في بلينفيو في الولايات المتحدة.

## وصلات خارجية
- ويندي بروس على موقع اللجنة الأولمبية الدولية (الإنجليزية)
- ويندي بروس على موقع أوليمبيديا (الإنجليزية)